# Macrocera summatis
Macrocera summatis is een muggensoort uit de familie van de Keroplatidae. De wetenschappelijke naam van de soort is voor het eerst geldig gepubliceerd in 1976 door Vockeroth.